# Jack Weston
Jack Weston (21 de agosto de 1924 - 3 de mayo de 1996) fue un actor teatral, cinematográfico y televisivo estadounidense. Fue nominado a un Globo de Oro en 1976 y a un premio Tony en 1981.

## Trayectoria
Su verdadero nombre era Jack Weinstein, y nació en Cleveland (Ohio). Weston solía interpretar papeles cómicos en películas como Cactus Flower (1969) y Please Don't Eat the Daisies (1960). Ocasionalmente aceptó papeles más pesados, como el de ladrón intrigante y acosador que, junto con Alan Arkin y Richard Crenna, intentó aterrorizar y robar a una Audrey Hepburn ciega en la película de 1967 Wait Until Dark.
A lo largo de 25 años, Weston interpretó otros muchos papeles, en películas importantes como The Cincinnati Kid (1965), The Thomas Crown Affair (1968), Gator (1976), Cuba (1979), High Road to China (1983), Dirty Dancing (1987), Ishtar (1987) y Short Circuit 2 (1988).
Weston coprotagonizó en 1981 la película de Alan Alda Las cuatro estaciones, y luego retomó su papel para protagonizar un spinoff de una serie de televisión en la CBS.

### Televisión
En 1961, participó como estrella invitada en la serie Route 66, en la que interpretaba al director de un grupo itinerante de jóvenes bailarinas que maltrata a sus empleadas. El papel televisivo más famoso de Weston probablemente fue en la sitcom de 1961-1962 "The Hathaways" (ABC, producida por Screen Gems) en la que él y Peggy Cass adoptaban un trío de chimpancés (The Marquis Chimps). También fue invitado para el capítulo 38 de la segunda temporada, Hechizada, como Louis, hermano de Gladys Kravitz, como un gran violinista con un gran trauma del que Samantha le ayudaba a librarse. Hizo numerosas apariciones en series, como Fred Calvert en el episodio de Perry Mason de 1958, "The Case of the Daring Decoy". En 1963, participó como estrella invitada en un episodio titulado «Fatso» de la serie El fugitivo.The Twilight Zone en los episodios: The Monsters Are Due on Maple Street y The Bard.Tales of the Unexpected.The Man from U.N.C.L.E.El Show de Carol Burnett.

### Teatro
En 1981 Weston actuó en Broadway en la comedia de Woody Allen The Floating Lightbulb, por la que fue nominado al Premio Tony al mejor actor. Otras actuaciones teatrales fueron Bells Are Ringing (con Judy Holliday), The Ritz, One Night Stand, y California Suite, de Neil Simon.

## Vida personal
Weston estuvo casado dos veces, primero con la actriz Marge Redmond. La pareja se trasladó a Nueva York y se casó allí en 1950. Redmond destacó más tarde por su papel en la comedia de la ABC The Flying Nun. A veces aparecían juntos, por ejemplo en un episodio de 1963 de The Twilight Zone titulado «The Bard», en el que también participaba un joven Burt Reynolds. Redmond y Weston se divorciaron en los años 80.
El segundo matrimonio de Weston fue con Laurie Gilkes, con la que tuvo un hijo. Estuvieron casados hasta su muerte por linfoma el 3 de mayo de 1996, tras seis años de lucha. Tenía 71 años.

## Filmografía seleccionada
- Imitation of Life (1959)
- Please Don't Eat the Daisies (No os comáis las margaritas) (1960)
- The Incredible Mr. Limpet (1964)
- The Cincinnati Kid (El rey del juego) (1965)
- Wait Until Dark (Sola en la oscuridad) (1967)
- The Thomas Crown Affair (El caso Thomas Crown, 1968)
- Cactus Flower (Flor de cactus) (1969)
- A New Leaf (Corazón verde) (1971)
- Gator (Gator, el confidente) (1976)
- The Four Seasons (Las cuatro estaciones) (1981)
- Rad (1986)
- Ishtar (1987)
- Dirty dancing (1987)
- Cortocircuito 2 (1988)
- High Road To China (La gran ruta hacia China) (1983)